# 派塔省

派塔省（西班牙語：Provincia de Paita），是秘魯的省份，位於該國西北部皮烏拉大區，首府是派塔，始建於1861年3月20日，面積1,785平方公里，2005年人口145,151，人口密度每平方公里81.32人。